# Zehn kleine Jägermeister
Zehn kleine Jägermeister – singel zespołu Die Toten Hosen wydany w 1996 roku i pochodzący z albumu Opium fürs Volk. W tym samym roku utwór był notowany na 1. miejscu na listach Ö3 Austria Top 40 (Hitradio Ö3), Singles Top 100 (hitparade.ch) i Top 100 Single-Charts (GfK Entertainment).
W 2001 roku utwór zdobył certyfikaty złotej i platynowej płyty.